# Der Gerät

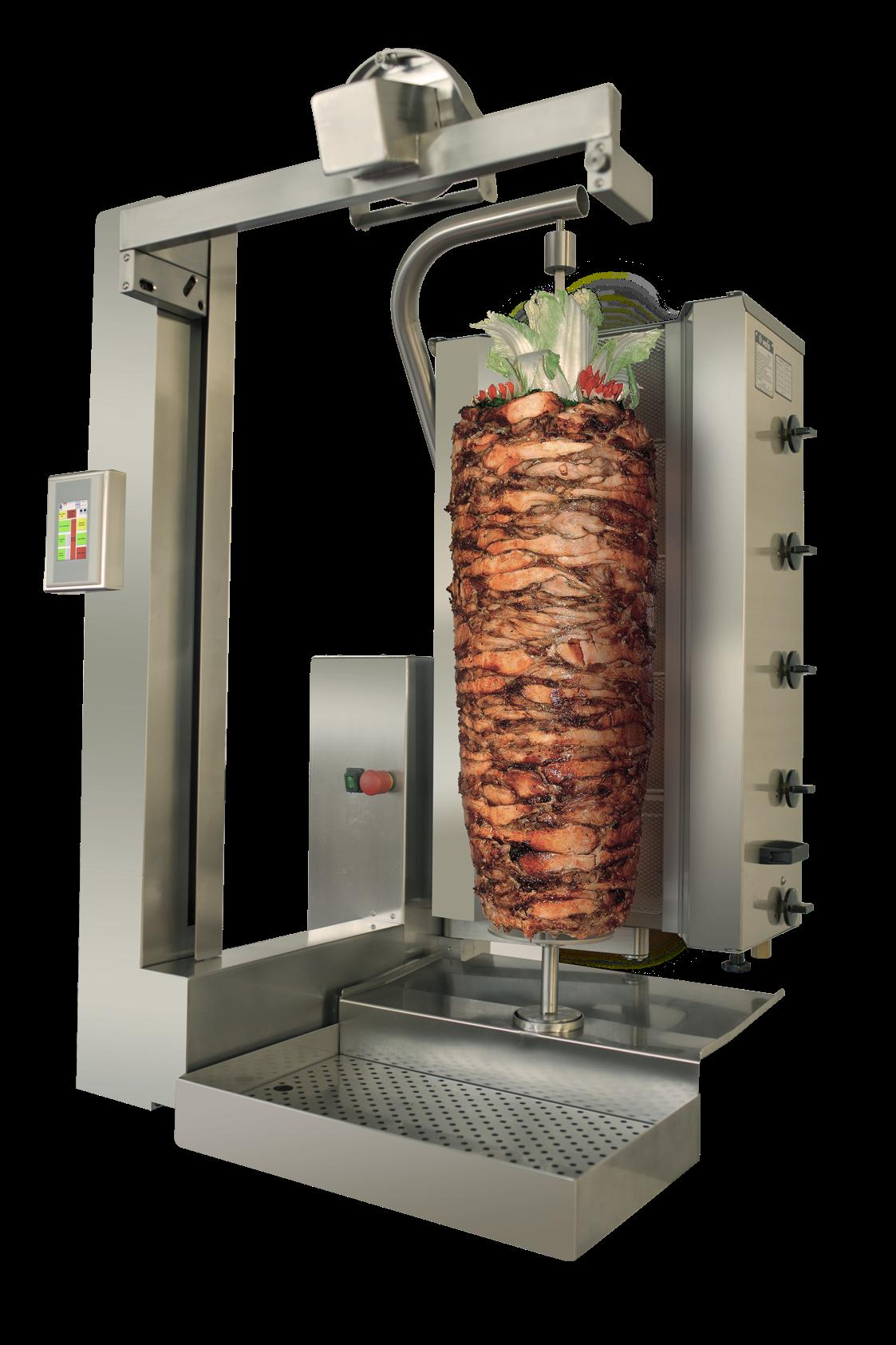
Der Döner-Roboter, montiert auf einem Grillgerät von Potis

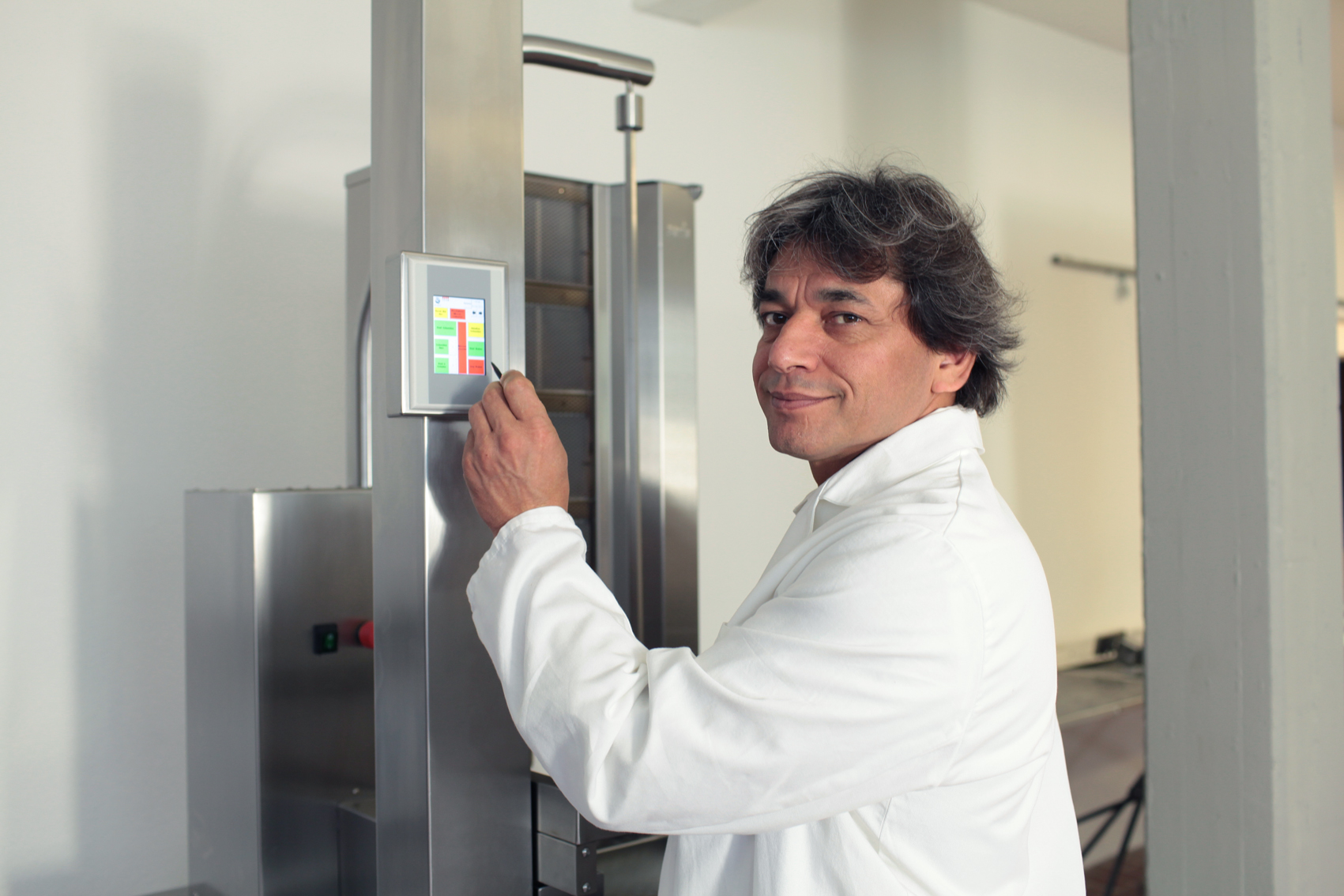
Duran Kabakyer vor einem seiner Döner-Roboter

Der Gerät (zunächst Alkadur Döner Roboter, seit 2014 offizielle Produktbezeichnung) ist eine Apparatur, mit der automatisch Fleisch von einem Dönerspieß geschnitten wird. Dieser Döner-Schneideroboter ist eine Erfindung des deutsch-türkischen Unternehmers und gelernten Kochs Duran Kabakyer, Geschäftsführer der Alkadur RobotSystems GmbH in Aalen.

## Funktionsweise
Der Schneideroboter gleitet auf einer vertikalen Schiene, von oben an einem Galgen hängend, vor dem Döner auf und ab. Er schneidet das Fleisch vollautomatisch anhand integrierter optischer Sensoren in dünne Scheiben, ohne jegliches menschliches Eingreifen. Der Roboter wird über einen Touchscreen bedient und ist in mehreren Ausführungen für Dönerspieße verschiedener Größen erhältlich. Neben der rein elektrischen Ausführung gibt es auch Versionen, bei denen die Grilleinheit gasbetrieben ist.

## Geschichte
2010 wurde die Erfindung erstmals auf der Kontaktmesse Döner-Gastronomie (DÖGA) in Berlin unter der Bezeichnung „Alkadur Döner Roboter“ vorgestellt. Die Entwicklung dauerte laut eigener Aussage drei Jahre. 2012 belegte Kabakyer beim Gründerpreis der Schwäbischen Zeitung Platz drei. Seit 2014 wird der Döner-Roboter unter dem Namen „Der Gerät“ vermarktet. Bis Mitte 2014 wurde der Döner-Roboter in Deutschland rund 200 Mal verkauft und in 21 weitere Länder exportiert.

## Namensgebung
In Stefan Raabs Fernsehsendung TV total wurde ein Interview mit Kabakyer von der DÖGA ausgestrahlt, in dem er sagte: „Der Gerät wird nie müde, der Gerät schläft nie ein, der Gerät ist immer vor der Chef im Geschäft und schneidet das Dönerfleisch schweißfrei.“ Den grammatikalisch falschen Ausdruck „der Gerät“, der durch die mehrfache Ausstrahlung dieses Interviews bei TV total Kult wurde, übernahm Kabakyer für die Werbung für den Döner-Roboter. Auch das von TV total entworfene Logo, ein stilisierter Döner-Spieß, angelehnt an das Apple-Logo, wurde übernommen. Am 20. Oktober 2011 war Duran Kabakyer selbst zum Interview im Studio bei Raab und führte seinen Roboter vor.